# Frugalware
Frugalware este o distribuție de Linux bazată pe Slackware.